# Жуківська сільська рада (Глобинський район)
Жуківська сільська рада — колишній орган місцевого самоврядування у Глобинському районі Полтавської області з центром у селі Жуки. Населення сільської ради на 1 січня 2011 року становить — 1018 осіб. Раді підпорядковані 5 населених пунктів: с. Жуки, с. Жорняки, с. Коломицівка, с. Новоселівка, с. Павлівка.

## Географія
Сільська рада межує з Опришківською, Горбівською сільськими радами Глобинського району, з Семенівським районом та Глобинською міською радою. На території сільської ради протікає річка Кагамлик, яка носить місцеву назву Сухий Кагамлик, яка в багатьох місцях перетворилася на болота та пересохла.
Розташована в лісостеповій зоні. Ґрунти переважно чорноземні.
Територію сільської ради пересікають автотраса Хорол–Кременчук, Бугаївка–Глобине. Автомобільних шляхів — 8,2 км обласного значення, 6,74 км — районного значення.
Площа ради становить 6159,6 га, 94 % території — сільськогосподарські угіддя, 1 % — лісовкриті площі, 2 % — водойми, 3 % — інші землі.

## Населення
На території Жуківської сільської ради розташовано 5 населених пунктів з населенням 1018 осіб:
| № | Назва села     | 2001 чол. | 2011 чол. |
| - | -------------- | --------- | --------- |
| 1 | с. Жуки        | 632       | 653       |
| 2 | с. Жорняки     | 12        | 3         |
| 3 | с. Коломицівка | 116       | 136       |
| 4 | с. Новоселівка | 132       | 89        |
| 5 | с. Павлівка    | 151       | 137       |
|   | всього         | 1043      | 1018      |

## Влада
- Сільські голови:
Козіна Ольга Іванівна[1]
- Секретар — Терещенко Марія Миколаївна[1]
- Депутати сільської ради — 15[1]:
  1. Соса Оксана Павлівна — фельдшер Жуківського ФАПу
  2. Чміль Ольга Іванівна — учитель Жуківської ЗОШ I—II ст.
  3. Сидоренко Світлана Анатоліївна — гол. бухгалтер ТОВ «Лан-Агро»
  4. Дзюба Роман Віталійович — учитель Жуківської ЗОШ I-II1 ст.
  5. Клімова Юлія Володимирівна — гол. бухгалтер сільської ради
  6. Покотило Микола Остапович — пенсіонер
  7. Терещенко Валентин Вікторович — нач. охорони ТОВ «Нібулон»
  8. Разсуковська Тетяна Пилипівна — продавець
  9. Мамон Леонід Олексійович — стропальник ТОВ «Лан-Агро»
  10. Філоненко Василь Миколайович — агроном ТОВ «Лан-Агро»
  11. Горпиняк Ольга Михайлівна — вихователь ГПД Жуківської ЗОШ I—II ст.
  12. Денисюк Галина Степанівна — пенсіонер
  13. Терещенко Михайло Миколайович — тракторист ТОВ «Лан-Агро»
  14. Корнукій Галина Миколаївна — листоноша Жуківського ПВЗ
  15. Бровін Олег Вікторович –фельдшер Новоселівського ФАПу

## Економіка
Виробнича спеціалізація підприємств розташованих на території Жуківської сільської ради — виробництво зерна і технічних культур.
Провідне підприємство — ТОВ «Лан–Агро».
Фермерські господарства:
- СФГ «Астра»
- СФГ «С. Барвінок»
- СФГ «Зеніт»
- СФГ «Гарт»
- СФГ «Вишиванка»
- СФГ «Ранок»
- СФГ «Вотані»

## Освіта
Є два заклади освіти:
- загальноосвітня школа I—II ступенів — 1
- дошкільний заклад — 1

## Медицина
На території сільради є 3 фельдшерсько–акушерські пункти.

## Культура
Серед закладів культури є:
- сільський будинок культури — 1
- бібліотека — 1

## Архітектурні, історичні та археологічні пам'ятки
На території сільської ради знаходяться 4 пам'ятки археології, що включають 4 кургани.
В центрі с. Жуки в 1956 році встановлений пам'ятник воїнам Радянської армії і воїнам–односельцям, які загинули в роки Другої світової війни.

## Персоналії
Бугаєць М. А. — директор Харківського турбо-механічного заводу, Герой України.